# 中井拓志
中井 拓志（なかい たくし、1971年 – ）は日本の小説家。

## 経歴
福岡県生まれ。立命館大学経済学部中退。1997年に「日本ホラー小説大賞」を受賞。寡作だが、有望な若手ホラー作家として注目される。

## 受賞歴
- 1997年 -「レフトハンド」で第4回日本ホラー小説大賞長編賞受賞

## 著書

### ゴースタイズ・ゲートシリーズ
- ゴースタイズ・ゲート 「イナイイナイの左腕」事件（2011年11月 角川ホラー文庫）
- ゴースタイズ・ゲート 「世界ノ壊シ方」事件（2012年12月 角川ホラー文庫）

### シリーズ外
- レフトハンド（1997年6月 角川書店 / 1998年12月 角川ホラー文庫）
- quarter mo@n（クォータームーン）（1999年12月 角川ホラー文庫）
- アリス―Alice in the right hemisphere（2003年3月 角川ホラー文庫）
- 獣の夢（2006年1月 角川ホラー文庫）
- ワン・ドリーム〜みんなでひとつの悪い夢〜（2010年7月 角川ホラー文庫）